# „I Quit” match
„I Quit” match jest rodzajem walki w profesjonalnym wrestlingu, gdzie jedynym sposobem na wygraną jest zmuszenie przeciwnika do wypowiedzenia słów „I quit” (najczęściej do mikrofonu). Jest to wariacja submission matchu, w której można wygrać tylko jeżeli przeciwnik się podda. W tej wersji walki można się poddać jedynie mówiąc „I quit”. Generalnie, osoba obijana przez przeciwnika jest pytana przez sędziego lub przeciwnika, czy chce się poddać, mając mikrofon przed ustami.

## Historia
Pierwszy „I Quit” match odbył się w federacji National Wrestling Alliance/Jim Crockett Promotions na gali Starrcade 28 listopada 1985. Magnum T.A. pokonał Tully’ego Blancharda w walce (Steel Cage matchu) o tytuł NWA United States Heavyweight Championship. Magnum użył kawałka drewna z gwoździem i zaczął wbijać go w czoło Blancharda. W tym momencie Blanchard poddał się, krzycząc do mikrofonu „Yes! Yes!”.
Jeden z najbardziej znanych „I Quit” matchów odbył się 24 stycznia 1999 na gali Royal Rumble pomiędzy The Rockiem i Mankindem o WWF Championship. Walka trwała ponad 20 minut, a pod jej koniec Mankind otrzymał jedenaście ciosów krzesełkiem w głowę, podczas gdy jego dłonie były skute w kajdanki. The Rock wygrał walkę, lecz później się okazało, że podczas walki The Rock puścił wcześniej przygotowane nagranie Foleya krzyczącego „I quit”. Inaczej zakończyła się walka pomiędzy Triple H'em a The Rockiem – Triple H wypowiedział słowa „I quit”, kiedy to Kane miał wymierzyć jego przyjaciółce Chynie Chokeslam. Triple H poddał walkę, by ratować wrestlerkę.
W „I Quit” matchu mogą brać udział kobiety. Na No Mercy 2003, Mr. McMahon zmierzył się z własną córką, Stephanie. Jednakże, walka została zakończona, kiedy stojąca w narożniku Stephanie Linda McMahon rzuciła do ringu ręcznik. Oznaczało to poddanie się uczestniczki. Pierwszy „I Quit” match pomiędzy dwoma Divami odbył się na gali One Night Stand w 2008, w walce Beth Phoenix pokonała Melinę.
14 maja 2009, na TNA Impact, odbył się pierwszy „I Quit” match w historii federacji TNA. W tej walce Booker T pokonał Jethro HoliDaya.

## „I Respect You” match
"I Respect You” match jest podobny do „I Quit” matchu – różnica jest taka, że wrestler musi wypowiedzieć słowa „I respect you” (pol. „Szanuję Cię”). Pierwsza tego typu walka odbyła się w World Championship Wrestling (WCW) na gali SuperBrawl VI w lutym 1996, a wzięli w niej udział Brian Pillman i „Taskmaster” Kevin Sullivan. Pillman przegrał, mówiąc „I respect you, bookerman!”. W ten sposób, Pillman złamał czwartą ścianę (tzw. kayfabe), gdyż Sullivan pracował w federacji jako booker. Było to posunięcie planowane.

## Lista walk w poszczególnych federacjach

### World Wrestling Federation/Entertainment (WWF/WWE)
| Uczestnicy | Tytuł na szali/Stypulacja | Gala                                                           | Notka |
| --- | --- | -------------------------------------------------------------- | --- |
| Bret Hart pokonał Boba Backlunda | brak | WrestleMania XI 2 kwietnia 1995                                | Sędzia specjalny Roddy Piper zakończył walkę, pomimo iż Backlund nie wypowiedział do końca słów „I Quit”. |
| Stone Cold Steve Austin pokonał Kena Shamrocka | brak | Raw Is War 26 października 1998                                | Austin użył rąk nieprzytomnego Shamrocka, aby zasygnalizować poddanie przez odklepanie. |
| The Rock pokonał Mankinda (c) | WWF Championship | Royal Rumble (1999) 24 stycznia 1999                           | Mankind nie wypowiedział słów „I Quit”. The Rock puścił wcześniej przygotowane nagranie. Mimo to, The Rock oficjalnie uznawany jest za zwycięzcę. |
| The Rock (c) pokonał Triple H’a | WWF Championship | Raw Is War 25 stycznia 1999                                    | |
| Mr. McMahon pokonał Stephanie McMahon | Przegrany miał zrezygnować z posady: - Vince McMahon - Właściciel WWE - Stephanie McMahon - Generalna menedżerka brandu SmackDown! | No Mercy 19 października 2003                                  | Stephanie nie wypowiedziala słów „I Quit”; jej matka wrzuciła do ringu ręcznik sygnalizując poddanie. |
| John Cena (c) pokonał Johna „Bradshaw” Layfielda | WWE Championship | Judgment Day 22 maja 2005                                      | |
| Ric Flair pokonał Micka Foleya | brak | SummerSlam 20 sierpnia 2006                                    | |
| Chavo Guerrero Jr. pokonał Reya Mysterio | brak | SmackDown! 20 października 2006 (nagrano 15 października 2006) | |
| Rey Mysterio pokonał Chavo Guerrero | brak | SmackDown! 7 września 2007 (nagrano 1 września 2007)           | |
| Beth Phoenix pokonała Melinę | brak | One Night Stand 1 czerwca 2008                                 | |
| Big Show pokonał Ryana Taylora | brak | SmackDown! 17 października 2008 (nagrano 14 października 2008) | |
| Jeff Hardy pokonał Matta Hardy’ego | brak | Backlash 26 kwietnia 2009                                      | |
| John Cena pokonał Randy’ego Ortona (c) | WWE Championship | Breaking Point 13 września 2009                                | Gdyby ktokolwiek interweniował w obronie Ortona, straciłby on tytuł natychmiast. |
| John Cena (c) pokonał Batistę | WWE Championship | Over The Limit 23 maja 2010                                    | |
| John Cena (c) pokonał The Miza | WWE Championship | Over The Limit 22 maja 2011                                    | |
| Alberto Del Rio pokonał Jacka Swaggera | Zwycięzca stanie się 1. pretendentem do World Heavyweight Championship                                                             | Extreme Rules 19 maja 2013                                     | |
| John Cena (c) pokonał Ruseva | WWE United States Championship | Payback 17 maja 2015                                           | Managerka Ruseva, Lana, wypowiedziała słowa „He quits” w imieniu Ruseva. |
| Jack Gallagher pokonał Ariya Daivari | brak | 205 Live 17 stycznia 2017                                      | Nazwano „I Forfeit” match. |
| Cedric Alexander pokonał Noama Dara | brak | 205 Live 11 lipca 2017                                         | |
| Kay Lee Ray (c) pokonała Toni Storm | NXT UK Women’s Championship | NXT UK 27 lutego 2020 (nagrano 18 stycznia 2020)               | Był to Last Chance „I Quit” match. Od kiedy Toni Storm przegrała, nie mogła walczyć o NXT UK Women’s Championship tak długo jak Kay Lee Ray była mistrzynią.                                                                                              |
| Roman Reigns (c) pokonał Jeya Uso | WWE Universal Championship | Hell in a Cell 25 października 2020                            | Był to „I Quit” Hell in a Cell match. |
| Ronda Rousey pokonała Charlotte Flair w "I Quit" Beat the Clock Challenge’u Ronda Rousey pokonała Shotzi w 1:41 Flair nie była w stanie w tym czasie pokonać Aliyah. | brak | SmackDown 29 kwietnia 2022 (nagrano 22 kwietnia 2022)          | Był to Beat the Clock challenge zakwestionowane pod stypulacją „I Quit”. Odbyły się dwie walki, oba rozegrane zgodnie ze stypulacją. Rousey ustanowiła czas 1:41, ale Flair nie udało się pokonać Aliyah w wyznaczonym czasie, co dało Rousey zwycięstwo. |
| Ronda Rousey pokonała (c) Charlotte Flair | WWE SmackDown Women’s Championship                                                                                                 | WrestleMania Backlash 8 maja 2022                              | |
| Finn Bálor pokonał Edge’a | brak | Extreme Rules 8 października 2022                              | |
| Cody Rhodes (c) pokonał AJ Stylesa | Undisputed WWE Championship | Clash at the Castle: Scotland 15 czerwca 2024                  | |

### All Elite Wrestling (AEW)
| Uczestnicy                                  | Tytuł na szali/Stypulacja | Gala                       | Notka |
| ------------------------------------------- | ------------------------- | -------------------------- | ----- |
| Jon Moxley (c) pokonał Eddiego Kingstona    | AEW World Championship    | Full Gear 7 listopada 2020 |       |
| Adam Copeland pokonał Christiana Cage’a (c) | AEW TNT Championship      | Dynamite 20 marca 2024     |       |

### Ring of Honor (ROH)
| Uczestnicy                             | Tytuł na szali/Stypulacja | Gala                                      | Notka                                                                                               |
| -------------------------------------- | ------------------------- | ----------------------------------------- | --------------------------------------------------------------------------------------------------- |
| Alex Shelley pokonał Jimmy’ego Jacobsa | brak                      | Joe vs. Punk II 16 października 2004      | |
| Jimmy Rave pokonał Nigela McGuinnessa  | brak                      | Battle of the Icons 27 stycznia 2007      | Sędzia przerwał walkę, widząc, że McGuinness nie chce się poddać, mimo że Rave chce złamać mu nogę. |
| Austin Aries pokonał Jimmy’ego Jacobsa | brak                      | Rising Above 2008 22 listopada 2008       | |
| Colt Cabana pokonał Steve’a Corino     | brak                      | Richards vs. Daniels 16 października 2010 | |
| Ethan Page pokonał Tony’ego Nese       | brak                      | Final Battle 15 grudnia 2023              | |

### Total Nonstop Action Wrestling (TNA)
| Uczestnicy                                             | Tytuł na szali/Stypulacja          | Gala                                             | Notka                                                              |
| ------------------------------------------------------ | ---------------------------------- | ------------------------------------------------ | ------------------------------------------------------------------ |
| Booker T pokonał Jethro HolliDaya                      | brak                               | Impact! 14 maja 2009(data nagrania)              |                                                                    |
| AJ Styles pokonał Bookera T                            | TNA Legends Championship           | Sacrifice 24 maja 2009                           |                                                                    |
| Brian Kendrick pokonał Douglasa Williamsa              | TNA Legends Championship           | Impact! 12 lipca 2010                            |                                                                    |
| AJ Styles pokonał Tommy’ego Dreamera                   | brak                               | No Surrender 5 października 2010                 |                                                                    |
| AJ Styles pokonał Christophera Danielsa                | brak                               | Bound For Glory 16 października 2011             |                                                                    |
| Kurt Angle pokonał D’Lo Browna                         | brak                               | Impact! 2 maja 2013(data nagrania)               |                                                                    |
| Gunner pokonał Jamesa Storma                           | brak                               | Sacrifice 24 kwietnia 2014                       |                                                                    |
| Mr. Anderson pokonał Samuela Shawa                     | brak                               | Hardcore Justice 20 sierpnia 2014(data nagrania) |                                                                    |
| Kurt Angle pokonał Erica Younga                        | TNA World Heavyweight Championship | Impact! 29 maja 2015(data nagrania)              |                                                                    |
| Jeff Hardy vs. Matt Hardy zakończyło się bez rezultatu | brak                               | Impact! 19 czerwca 2016(data nagrania)           | Walka zakończyła się, gdy żaden z zawodników nie mógł kontynuować. |
| Willie Mack pokonał Moose’a                            | brak                               | Genesis 9 stycznia 2021                          |                                                                    |
| Mike Santana pokonał Josha Alexandera                  | brak                               | Genesis 19 stycznia 2025                         |                                                                    |

### Extreme Championship Wrestling (ECW)
| Uczestnicy                           | Tytuł na szali/Stypulacja | Gala                              | Notka                           |
| ------------------------------------ | ------------------------- | --------------------------------- | ------------------------------- |
| Terry Funk pokonał Eddiego Gilberta  | brak                      | ECW Show 23 stycznia 1993         | Walka była Texas Death matchem. |
| Tommy Dreamer pokonał The Sandmana   | brak                      | ECW Show 1 października 1994      |                                 |
| Tommy Dreamer pokonał C.W. Andersona | brak                      | Guilty as Charged 7 stycznia 2001 |                                 |

### World Championship Wrestling (WCW)
| Uczestnicy                                                | Tytuł na szali/Stypulacja | Gala                                                | Notka                               |
| --------------------------------------------------------- | ------------------------- | --------------------------------------------------- | ----------------------------------- |
| The Taskmaster pokonał Briana Pillmana                    | brak                      | SuperBrawl VI 11 lutego 1996                        | Był to „I Respect You” Strap match. |
| Bill Goldberg pokonał Sida Viciousa                       | brak                      | Mayhem 21 listopada 1999                            |                                     |
| Roddy Piper pokonał Creative Control (Geralda i Patricka) | brak                      | Nitro 6 grudnia 1999                                | Był to Handicap „I Quit” match.     |
| David Flair pokonał Terry’ego Funka                       | brak                      | Nitro 7 lutego 2000                                 |                                     |
| Dustin Rhodes pokonał Terry’ego Funka                     | brak                      | WCW Uncensored 19 marca 2000                        | Był to Bullrope Match.              |
| Norman Smiley (c) pokonał M.I. Smootha                    | WCW Hardcore Championship | Thunder 23 sierpnia 2000 (nagrano 22 sierpnia 2000) |                                     |